# Klapa Munita
Klapa Munita muška je glazbena skupina iz grada Zadra osnovana u siječnju 2013. godine. Broji pet članova s višegodišnjim klapskim iskustvom.
Osnovni cilj u djelovanju klape Munite je pronalaženje starih napjeva zadarskog kraja i ostalih djelova Dalmacije, a uspjela je izvući i sačuvati od zaborava neke napjeve.

## O klapi
Godine 2018. klapa Munita postala je pobjednikom festivala Klape Gospi Sinjskoj, a zadnje je tri godine redovito osvajala nagrade na festivalu Večeri dalmatinske pisme; to je kolumniralo 2019. godine kada je klapa osvojila pet nagrada za svoj hit Vratit će se naša dica:
- 1. nagradu stručnog žirija,
- 2. nagradu publike,
- Nagradu festivalskog orkestra,
- Nagradu za najbolju izvedbu,
- Nagradu portala Dalmacija danas.[6][1]

Nakon toga je osvojila 3. nagradu stručnog žirija za izvedbu na festivalu Klape Gospi Sinjskoj, a na Večeri dalmatinskih klapa je osvojila Nagradu za najbolju klapu.
Redovit je i višestruk finalist Festivala dalmatinskih klapa u Omišu. Objavila je i klapski a cappella album Za šaku munite u izdanju Croatia Recordsa.
Također je, prateći Mladena Grdovića, osvojila Grand Prix nagradu na festivalu zabavne glazbe Split 2016. godine. Posljednjih godina sudjeluje u nizu koncerata s Đanijem Maršanom, a bilježi i gostovanja ili suradnje s Gabi Novak, Matijom Dedićem i Danijelom Martinović, kao i sa zadarskim bendovima Rockatansky band i Sexymotherfuckers. Ističe i posebnu suradnju s Tedijem Spalatom.

## Članovi klape
- Hrvoje Rančić – prvi tenor.[2][3][4]
- Marko Žorž – drugi tenor.[2][3][4]
- Vjekoslav Šuljić – bariton.[2][3][4]
- Marko Vidučić – prvi bas.[2][3][4]
- Matej Sikirić – drugi bas.[2][3][4]

## Bivši članovi klape
- Ante Jurić[5] – drugi bas.[7][5]

## Albumi
- Za šaku munite (2016.).[8][9][10][11][12][13]
- Vratit će se naša dica (2023.).[6][14][15][16]

## Značajnije pjesme
- Vratite mi moja lita (2016.).[17]
- Vratit će se naša dica (2019.).[18]
- Obećajem (2017.).[19]
- Svako lito (2018.).[20]
- Želiš li to (2015.).[21]
- Kako je loše kuhala (2020.).[22]